# Audi 80 B4
L'Audi 80 B4 (sigla interna Typ 8C) è la quarta ed ultima generazione dell'Audi 80, una vettura di fascia medio-alta prodotta dal 1991 al 1995 dalla Casa automobilistica tedesca Audi.

## Profilo e storia

### Debutto

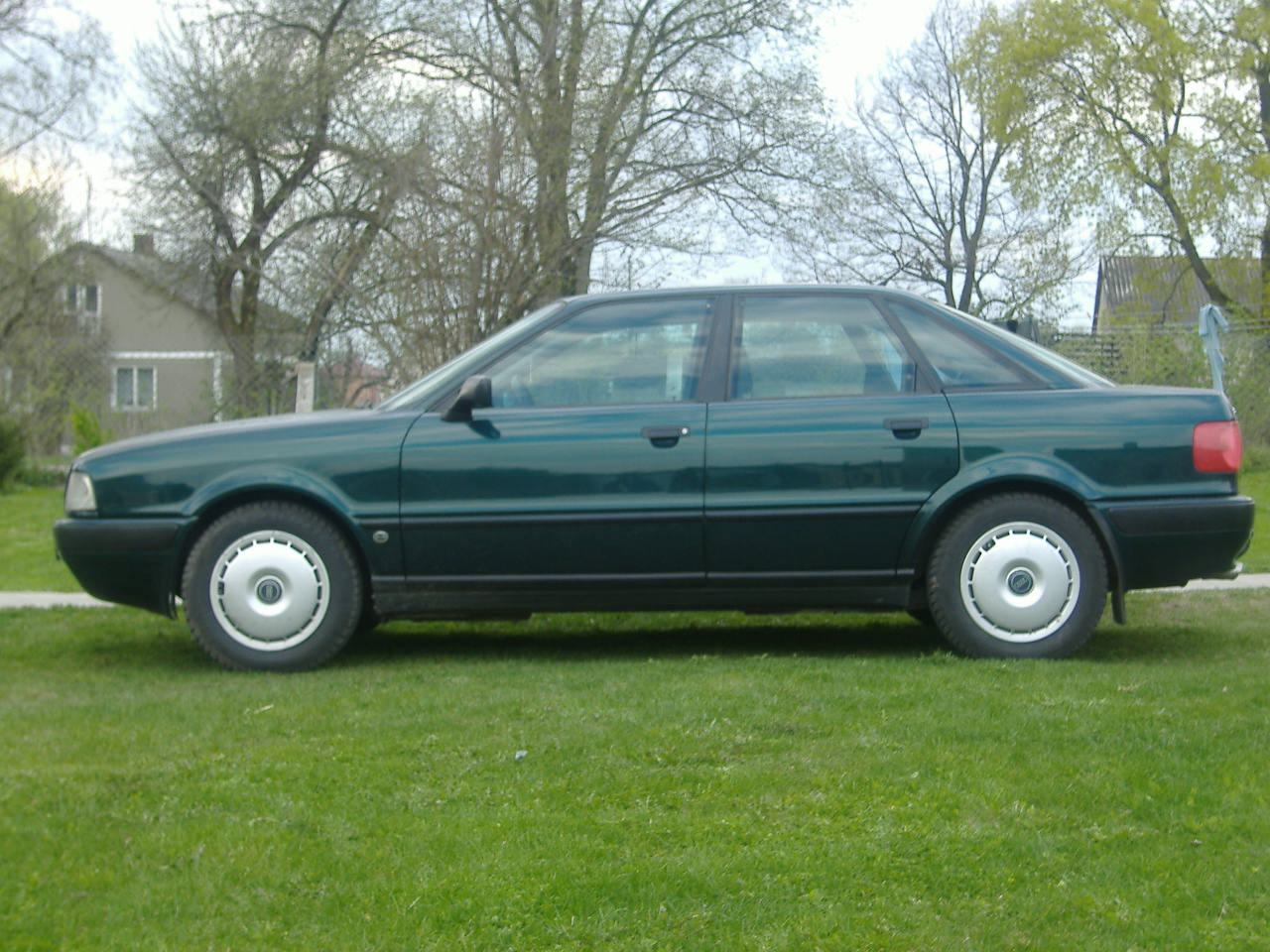
Vista laterale di un'Audi 80 B4

L'Audi 80 B4 fu presentata nell'agosto 1991, ben cinque mesi dopo che l'ultimo esemplare della terza generazione uscì dalle linee di montaggio. Questo perché dovevano essere smaltite le scorte giacenti nei magazzini europei e nordamericani. Il successo della B3 fu indiscutibile, ma la produzione raggiunse probabilmente livelli eccessivi anche per una vettura con tale riscontro commerciale. E nonostante tale successo, il direttivo Audi non poté dormire troppo sugli allori, anzi, decise di fare un passo in avanti nell'evoluzione della sua berlina di fascia medio-alta. Il concetto di base di berlina improntata all'ottimizzazione aerodinamica non venne stravolta, anzi, si decise che la nuova B4 sarebbe un profondo restyling della precedente B3. Il grande passo in avanti promesso dall'allora amministratore delegato dell'Audi, Ferdinand Piëch sarebbe stato nei contenuti prima ancora che nella struttura di base. La nuova vettura sarebbe evoluta sotto il profilo stilistico, della dotazione, del livello di sicurezza e della gamma motori. L'obiettivo della nuova Audi 80 era quello di agganciare definitivamente il sotto-segmento premium per poter confrontarsi finalmente ad armi pari con vetture come la neonata BMW Serie 3 E36 o come la Mercedes-Benz 190, ormai a quasi fine carriera e che entro due anni avrebbe ceduto il passo alla prima generazione della Classe C. Inoltre il progetto Typ 8C si prefisse anche di eliminare alcuni difetti macroscopici, come ad esempio la scarsa praticità e capienza del vano bagagli.
Ancora una volta fu Hartmut Warkuß, responsabile del design Audi, a dover conferire un look più moderno alla B3, mentre sotto il profilo tecnico i progettisti lavorarono a nuove motorizzazioni, anche se la maggior parte di esse non avrebbe preso parte alla gamma d'esordio. Inoltre, altre soluzioni tecniche, come per esempio un nuovo retrotreno, sarebbero andate a costituire il nuovo patrimonio tecnico della quarta generazione dell'Audi 80. La vettura cominciò ad essere commercializzata nel settembre del 1991, un mese dopo la sua presentazione: in quegli ultimi mesi dell'anno, gli ultimi esemplari di Audi 80 B3 stavano per essere terminati.

### Design esterno ed interno

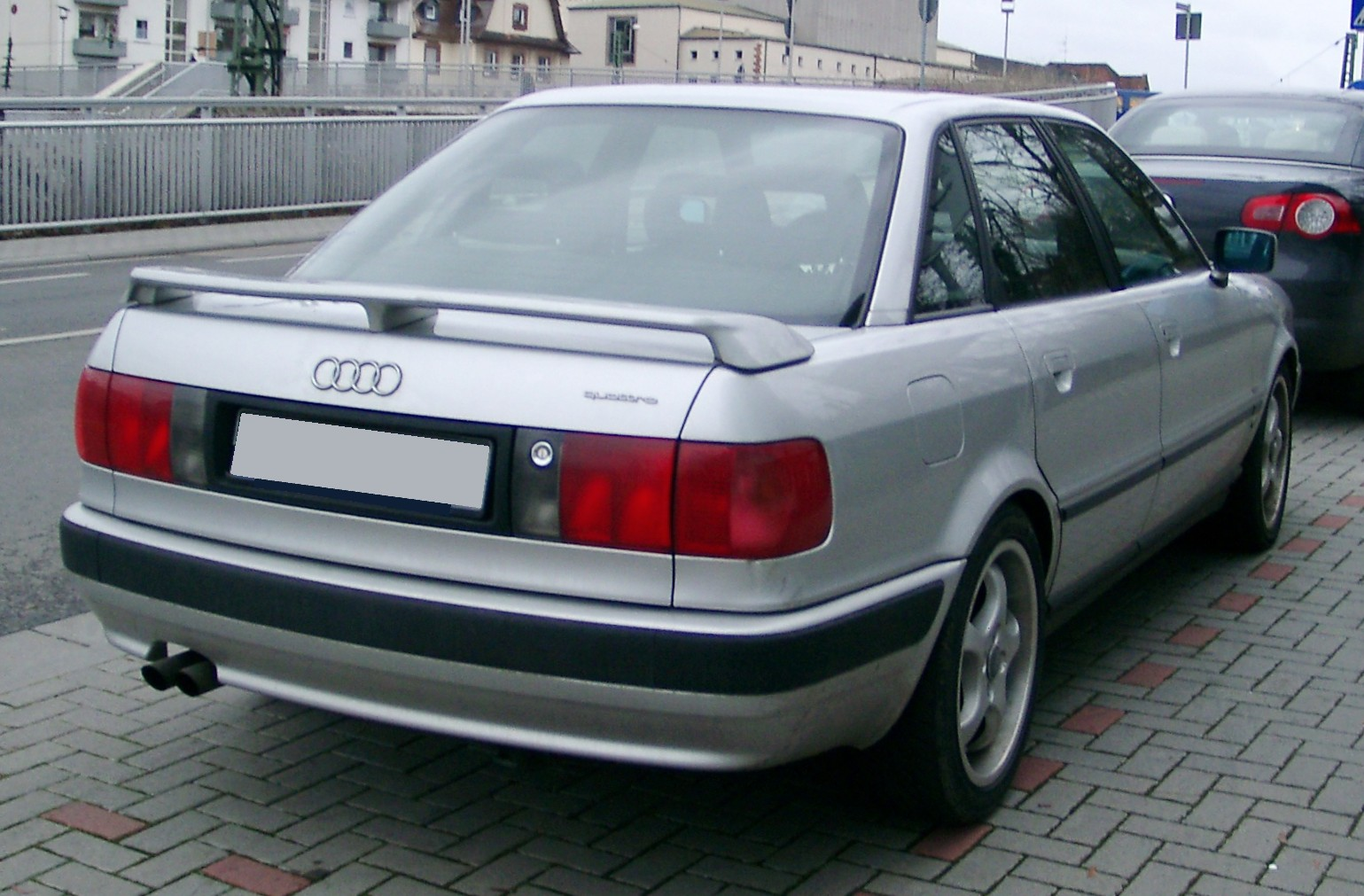
Retro di una V6 quattro

L'Audi 80 B4 propose un corpo vettura apparentemente invariato negli ingombri, ma in realtà più lungo di alcuni centimetri, tutti concentrati nel passo, il quale venne allungato di 6,2 cm per migliorare il comfort e l'abitabilità, specialmente per i passeggeri posteriori. Stilisticamente, il lavoro svolto da Warkuß e colleghi fu piuttosto profondo e non limitato ad alcuni particolari, ma praticamente all'intero corpo vettura, in particolare per quanto riguardava il frontale e la coda, fermi restando alcuni caratteri fondamentali, come ad esempio l'assenza totale di spigoli vivi per lasciare spazio, ancor più che non nella già innovativa B3, ad angoli smussati e arrotondati. La parte anteriore del corpo vettura vide nuovi gruppi ottici ridisegnati in cui le plastiche degli indicatori di direzione divennero bianchi e non più arancioni; la calandra venne inoltre integrata nel cofano motore, circondata da un profilo cromato e visivamente separata dai gruppi ottici stessi. Quella prevista per la calandra fu una soluzione ripresa dalla contemporanea Audi V8. I paraurti furono in buona parte riverniciati in tinta con la carrozzeria per aggiungere eleganza alla vista d'insieme. La vista laterale era quella che maggiormente tradiva la parentela strutturale e tecnica con la precedente Audi 80, sebbene anch'essa fosse stata oggetto di modifiche significative proprio per il già citato discorso del passo allungato. Simile, nello stile, alla B3 fu la coda, sebbene fosse stata anch'essa ridisegnata. In questo caso, però, gli aggiornamenti furono meno visibili, proprio per la volontà di non distaccarsi eccessivamente dallo stile della coda della precedente Audi 80.
L'abitacolo risultò leggermente più spazioso, specie nella zona posteriore, mentre il posto guida con un gruppo cruscotto-plancia simile a quello del modello precedente, ma ridisegnato in chiave leggermente più moderna, pur conservando le medesime disposizioni di strumentazione, bocchette di climatizzazione e comandi secondari sulla console centrale. Il bagagliaio, una delle maggiori note dolenti della precedente B3, beneficiò della riprogettazione del retrotreno e dello spostamento del serbatoio e della ruota di scorta sotto il piano di carico. Quest'ultimo, dal canto suo, venne spostato verso il basso consentendo il raggiungimento di una capacità di carico di 430 litri contro gli appena 272 litri di capacità della precedente Audi 80 B3.

### Struttura, meccanica e motori

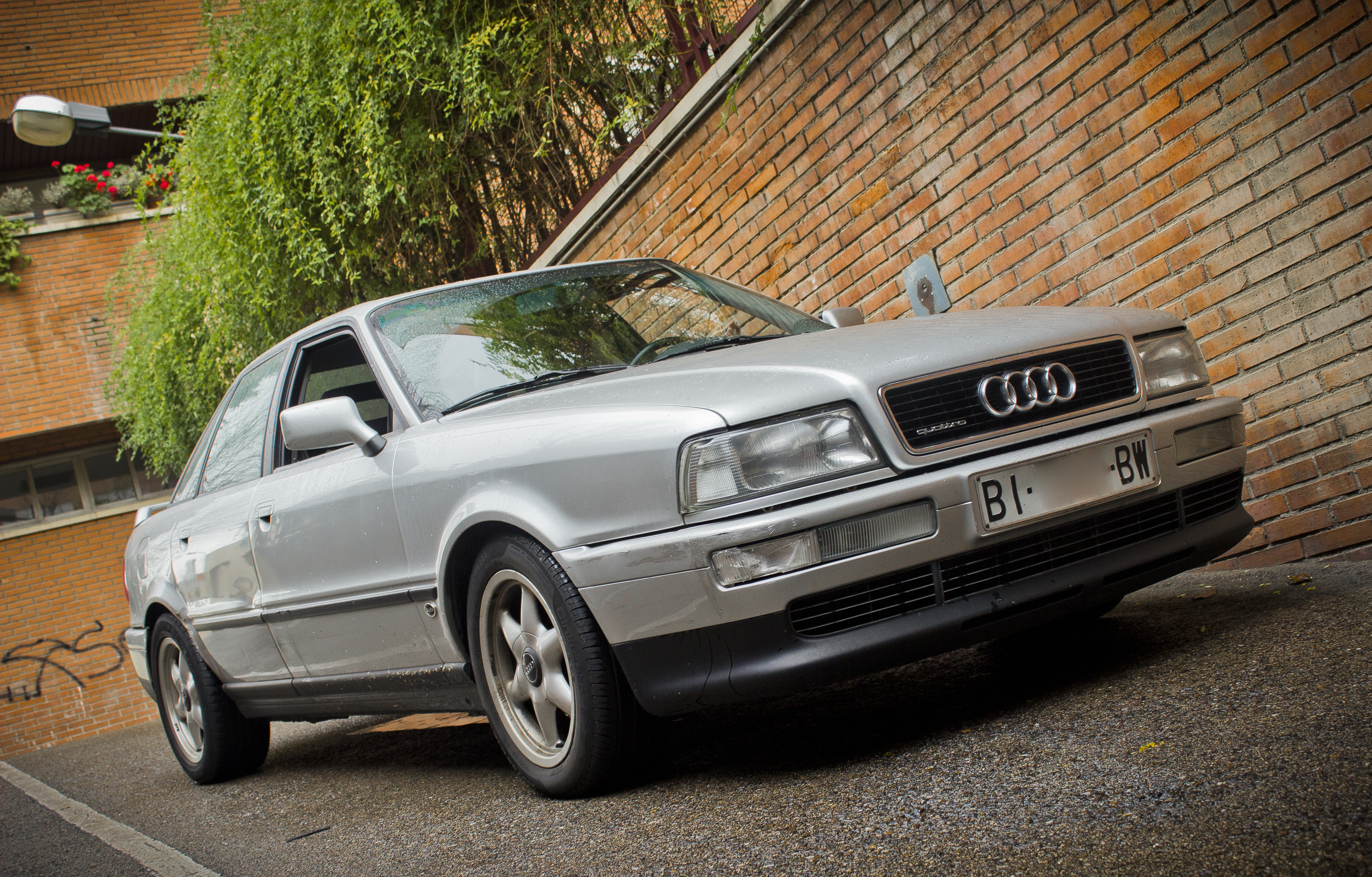
Audi 80 quattro Competition

Il fatto di essere partiti da una struttura di base già esistente non giustifica il semplice appellativo di restyling, dal momento che le modifiche a livello tecnico furono anch'esse molte e molto sostanziali. La scocca portante in acciaio fu modificata nel passo, più lungo che in precedenza, e già questa di per sé rappresenta una modifica strutturale non indifferente. Inoltre, vennero aggiunti rinforzi antintrusione alle portiere per fornire maggior protezione agli occupanti in caso di urto laterale. L'architettura meccanica della quarta generazione dell'Audi 80 rispecchiava quella della terza, e quindi ecco che anche la B4 mantenne invariata la disposizione longitudinale del motore e la trazione anteriore oppure anche integrale. Per quanto riguarda la meccanica telaistica, la B4 propose lo stesso schema sospensivo all'avantreno, sempre a ruote indipendenti e di tipo MacPherson, mentre il retrotreno venne completamente rivoluzionato e al posto del vecchio assale rigido a torsione venne montata stavolta una soluzione a ruote interconnesse, con molle elicoidali ed ammortizzatori idraulici telescopici su entrambi gli assi. Si trattava della stessa soluzione prevista per la Golf, già all'epoca un best seller molto apprezzato fra l'altro anche per la sua praticità. Su quasi tutta la gamma era previsto un impianto frenante a quattro dischi, corredato in gran parte delle versioni con il dispositivo ABS. Unica eccezione nella gamma d'esordio fu il 2 litri a carburatore di base, ancora con tamburi al retrotreno. Analogamente lo sterzo a cremagliera divenne servoassistito di serie ed anche nella B4 il sistema Procon-Ten fu compreso nel corredo di serie.
Al debutto, l'Audi 80 B4 fu proposta solamente con motorizzazioni a benzina, la cui gamma venne spostata verso l'alto con l'eliminazione di quelle che fino a quel momento costituivano le varianti motoristiche di base della gamma B3. Tali motorizzazioni non più in gamma erano quelle da 1.6 e quella da 1.8 litri, per cui la gamma dell'Audi 80 B4 partì fin da subito da motorizzazioni da 2 litri. Tali motorizzazioni furono le seguenti:

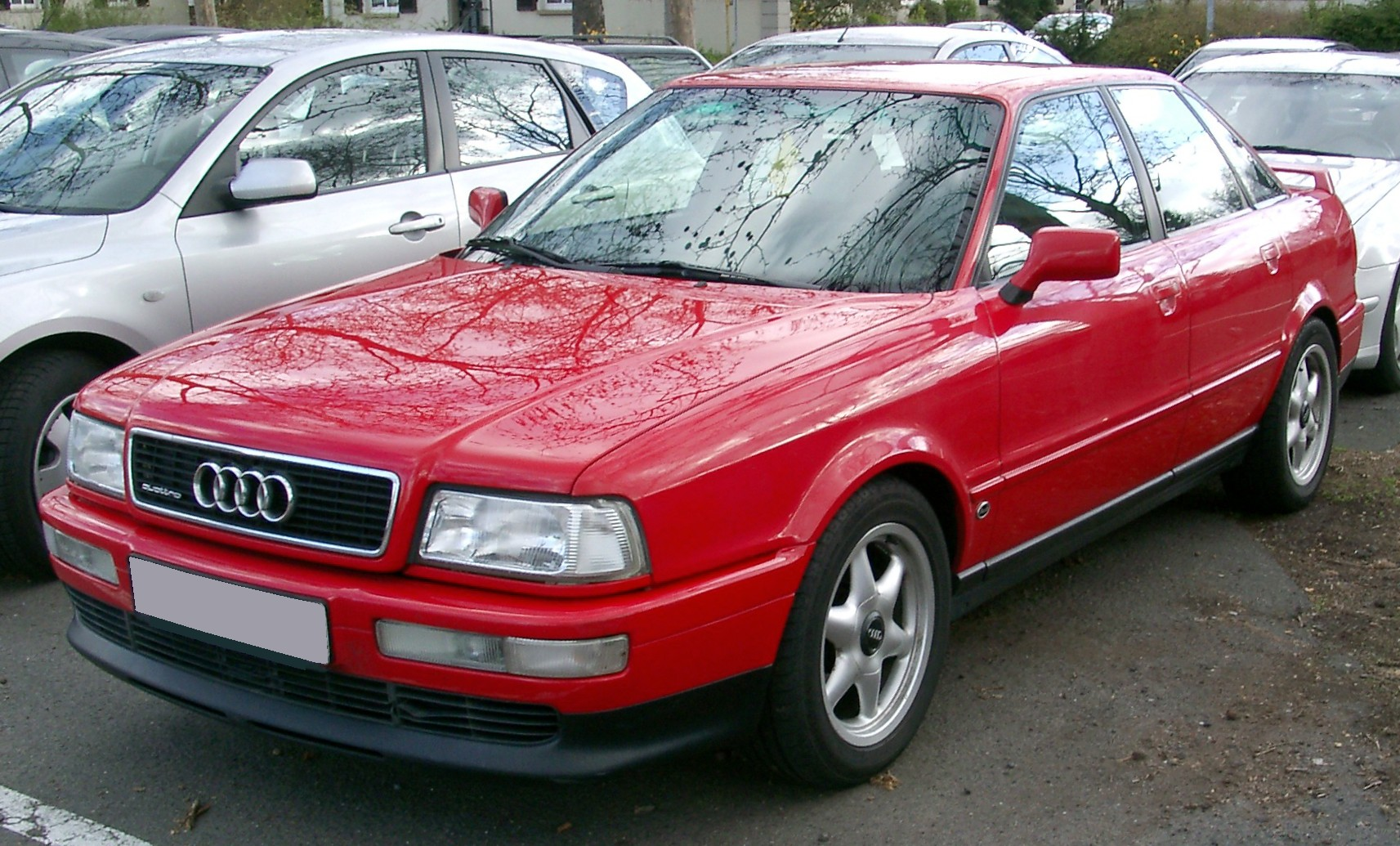
Un'Audi 80 B4 con trazione integrale

- 2.0: motorizzazione di base, costituita da un'unità da 1984 cm³, con alimentazione a iniezione Singlepoint e potenza massima di 90 CV;
- 2.0 E: stesso motore della 2.0 di base, ma con alimentazione ad iniezione elettronica e potenza massima di 115 CV;
- 2.3 E: motore a 5 cilindri in linea da 2306 cm³ alimentato ad iniezione elettronica ed in grado di erogare fino a 133 CV di potenza massima;
- 2.8 E: vera novità nella gamma motoristica dell'Audi 80 B4, si trattava di un motore V6 da 2771 cm³ con potenza massima di 174 CV.

Tutte le motorizzazioni erano catalizzate. Se si eccettua il 2.0 a carburatore, le restanti motorizzazioni presenti in gamma al debutto potevano essere tutte abbinate alla trazione integrale. Scelta obbligata per il cambio, unicamente di tipo manuale a 5 marce, anche se volendo si poteva optare anche per un cambio automatico a 4 rapporti.

## Evoluzione

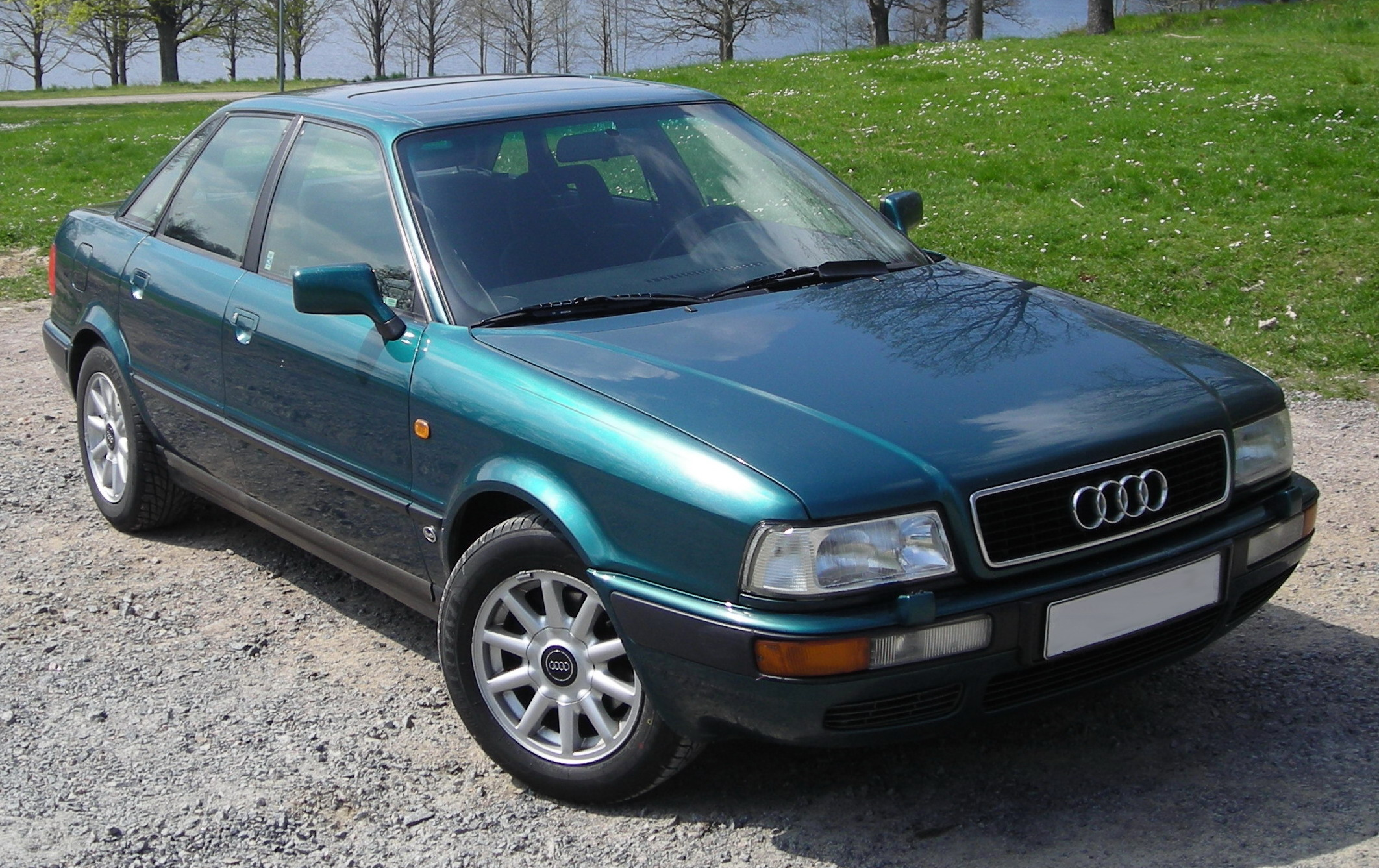
80 V6 del 1992; a differenza delle altre era dotata di fanaleria separata con le frecce integrate insieme ai fendinebbia

La carriera dell'Audi 80 B4 cominciò quindi alla fine dell'estate 1991: l'avvio della sua carriera commerciale coincise con un riposizionamento del modello nella gamma Audi, come già si può intuire osservando la gamma motoristica d'esordio e il fatto che essa comprenda anche motorizzazioni di frazionamento superiore. Ciò comportò l'eliminazione dell'Audi 90, che praticamente non era altro che un'Audi 80 con motorizzazioni a 5 cilindri (mutuate dalla gamma dell'Audi 100) o anche a 4 cilindri (derivate invece dalla gamma della precedente Audi 80), ma particolarmente performanti. Un modello denominato Audi 90 continuò in realtà ad essere commercializzato, ma solo nei mercati nordamericani e si trattò in pratica di un'Audi 80 B4 con motore V6 da 2,8 litri e 174 CV.
L'assenza di motorizzazioni diesel venne colmata nel dicembre del 1991 con l'arrivo del nuovo 1.9 TD, un turbodiesel con precamera della potenza massima di 75 CV. Tale motorizzazione andò a sostituire il posto che nella precedente generazione dell'Audi 80 era occupato dal 1.9 aspirato da 68 CV. Un mese dopo, una seconda motorizzazione a gasolio fece il suo debutto: si trattò del 1.9 TDI, praticamente lo stesso motore lanciato poco prima, ma con alimentazione ad iniezione diretta e con potenza massima innalzata a 90 CV. Sempre all'inizio del 1992 venne introdotta, solo per alcuni mercati specifici, un 1.6 a benzina da 71 CV.
Nell'estate del 1992 la gamma dei motori a benzina si ampliò con l'arrivo di un nuovo motore V6, questa volta da 2,6 litri e con potenza massima di 150 CV. Tale motore andò ad inserirsi fra le unità da 2,3 e 2,8 litri. Altra novità dell'estate 1992 fu anche il motore 2 litri bialbero a 4 valvole per cilindro con potenza massima di 140 CV. Si trattava dello stesso motore già presente nella gamma motori dell'Audi 80 B3 durante le ultime fasi di commercializzazione, ma nel caso della B4, tale motorizzazione venne riservata solo ad alcuni mercati al di fuori di quello tedesco. In autunno vi fu l'arrivo dell'Audi 80 Avant, prima (ed unica) Audi 80 con carrozzeria station wagon (se si eccettua la giardinetta su base Audi 80 B1 commercializzata durante gli anni ’70 in Nordamerica).

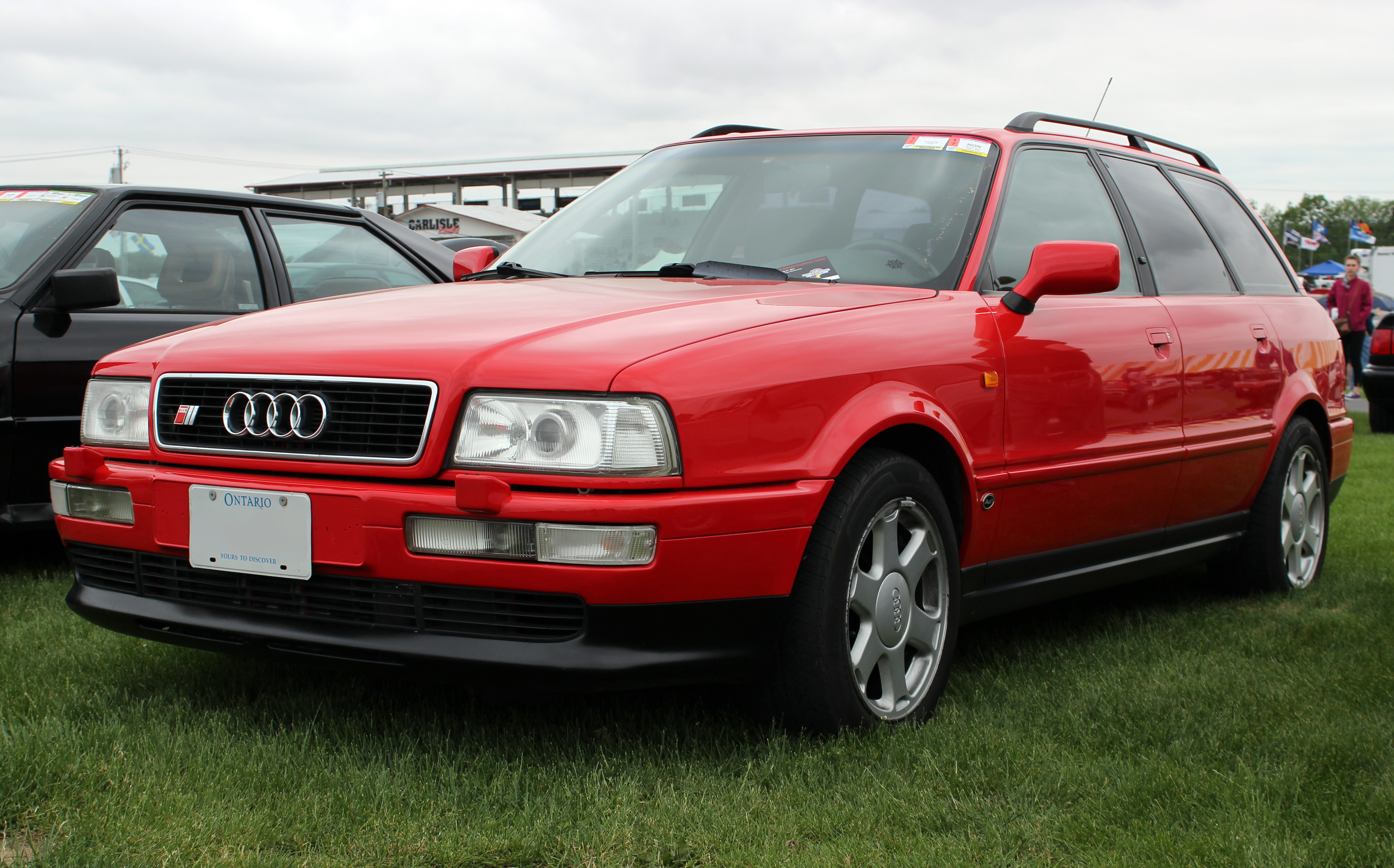
S2 Avant

Il mese di febbraio del 1993 vide l'arrivo di una variante sportiva, la prima di una serie di sportive che proseguirà nei decenni a venire con le successive generazioni dell'Audi A4. Per questa variante sportiva, la Casa dei quattro anello decise di mantenere un certo distacco dal resto della gamma, ragion per cui la denominazione ufficiale fu semplicemente Audi S2, senza il numero 80. L'Audi S2 era equipaggiata da un 2.2 turbo della potenza di 230 CV e venne proposta con carrozzeria berlina, station wagon o anche con carrozzeria mutuata dalla contemporanea generazione dell'Audi Coupé. Nell'estate dello stesso anno, in alcuni mercati vi fu l'arrivo di una nuova versione di accesso alla gamma, costituita da un 1.6 ad iniezione da 101 CV di potenza massima.
L'anno seguente vi furono l'arrivo della giardinetta supervitaminizzata RS2 da 315 CV e della versione Competition, un allestimento particolare che vide finalmente il 2 litri bialbero da 140 CV arrivare anche nel mercato tedesco. La versione Competition fu disponibile solo con carrozzeria berlina, ma solo per pochi mesi. Nel mese di agosto, infatti, l'Audi 80 con carrozzeria berlina venne tolta di listino: al suo posto venne lanciata la prima generazione dell'Audi A4. La versione Avant le sopravvisse di quasi un anno e mezzo prima di cedere il passo alla nuova station su base A4.

### Audi 80 Avant

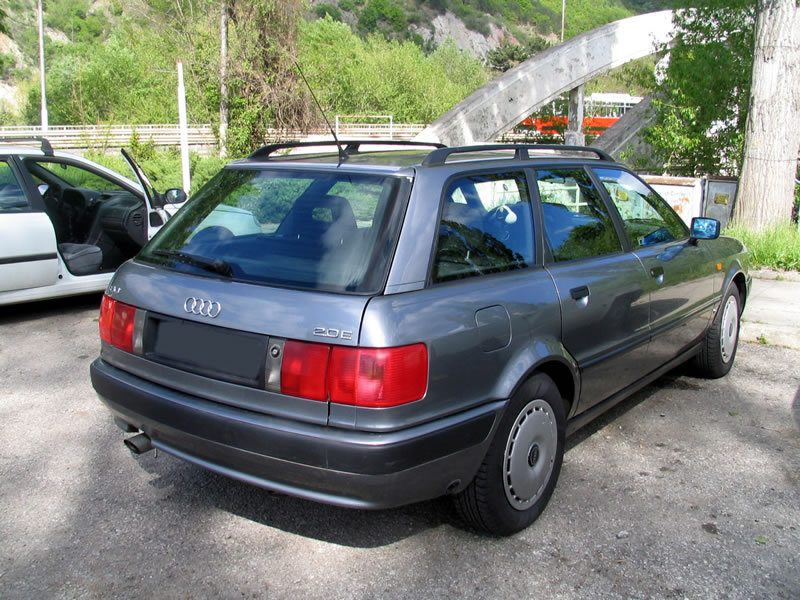
Audi 80 Avant

Fu con l'ultima generazione dell'Audi 80 che la casa di Ingolstadt decise di esordire in Europa nel segmento delle station wagon di segmento D, una scelta che si rivelò azzeccata, dati i volumi di vendite che l'Audi 80 Avant e le successive station su base A4 avrebbero raggiunto. Dimensionalmente simile alla berlina, l'Audi 80 Avant se ne differenziava praticamente solo per la coda ridisegnata in funzione di una maggior capacità di carico. Paradossalmente, con i sedili e la cappelliera in posizione standard, la capacità del bagagliaio era addirittura inferiore a quella della berlina, con 370 litri contro 430. Ma eliminando la cappelliera e abbattendo lo schienale posteriore, la capacità raggiungeva ben 1,2 metri cubi (1200 litri), un livello impossibile da raggiungere per la berlina. Durante la sua carriera commerciale, protrattasi fra l'ottobre 1992 e il dicembre 1995, l'Audi 80 Avant venne proposta in quasi tutte le motorizzazioni previste per la berlina, tranne il diesel da 75 CV e il 1.6 benzina da 71 CV. Unica motorizzazione specifica per la versione Avant fu la sportiva RS2, mai proposta come berlina. Tale versione venne sviluppata in collaborazione con la Porsche e montava lo stesso motore dell'Audi S2, ma con potenza massima salita a 315 CV. Altra particolarità nell'evoluzione dell'Audi 80 Avant fu il fatto che la versione S2 debuttò dapprima come coupé (nel settembre 1990, cioè prima ancora del lancio della B4), successivamente come station wagon e, solo per ultimo, alcuni mesi dopo, anche come berlina. Vi fu inoltre anche un allestimento sportiveggiante denominato Sport Edition e introdotto nel settembre 1994, dopo che la versione Avant si ritrovò da sola come unica rappresentante della gamma B4. Tale allestimento ripropose ancora una volta il motore 2 litri 16V da 140 CV, anche per il mercato tedesco.

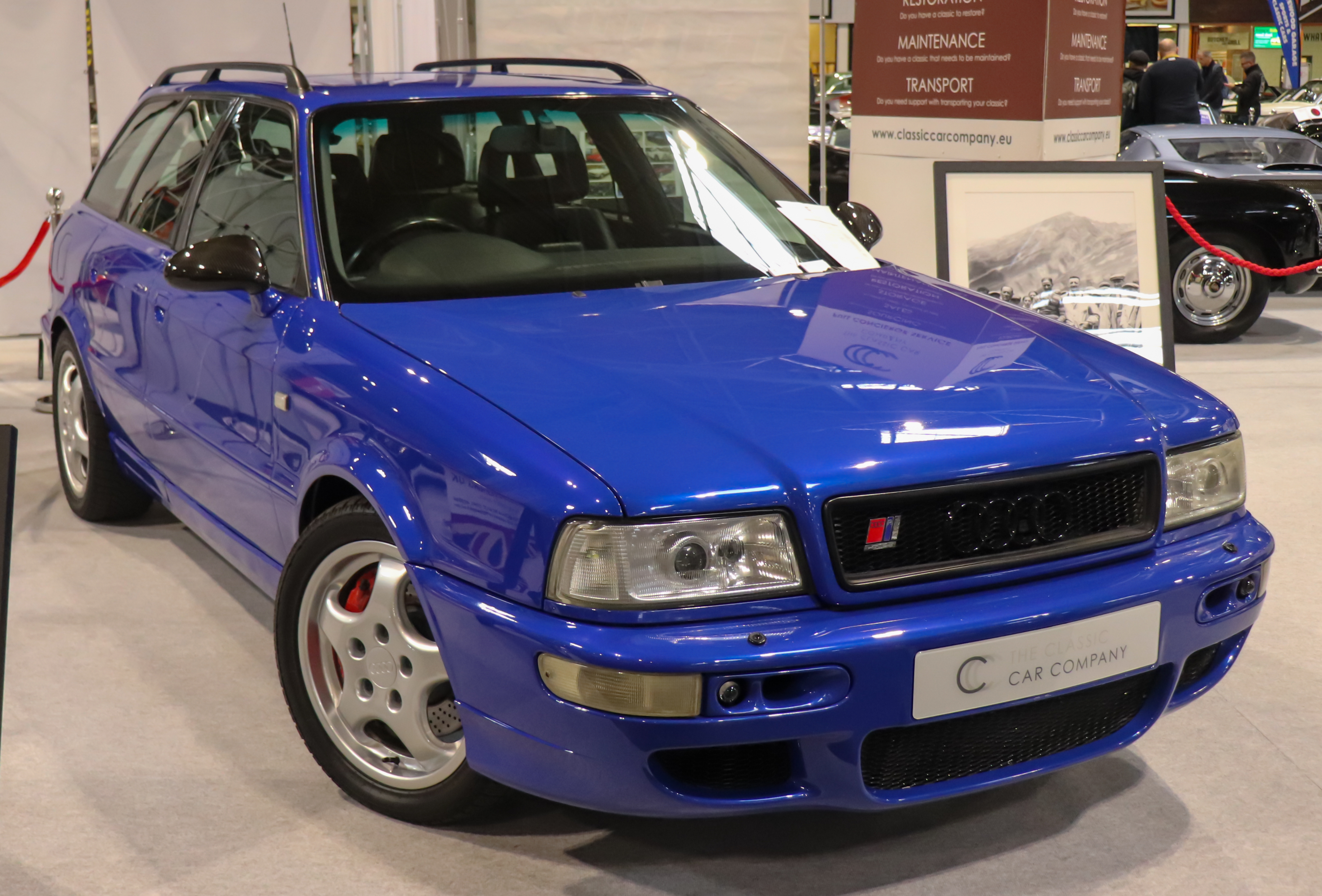
RS2 Avant

L'Audi 80 Avant, specie nelle sue versioni più grintose, fu uno di quei modelli che fece crollare definitivamente lo stereotipo della giardinetta vista come auto da lavoro o come paciosa vettura da famiglia. Da quel momento in poi furono in molti i clienti che negli anni '90 cominciarono ad orientarsi su questo genere di vetture.

## Audi 90 B4

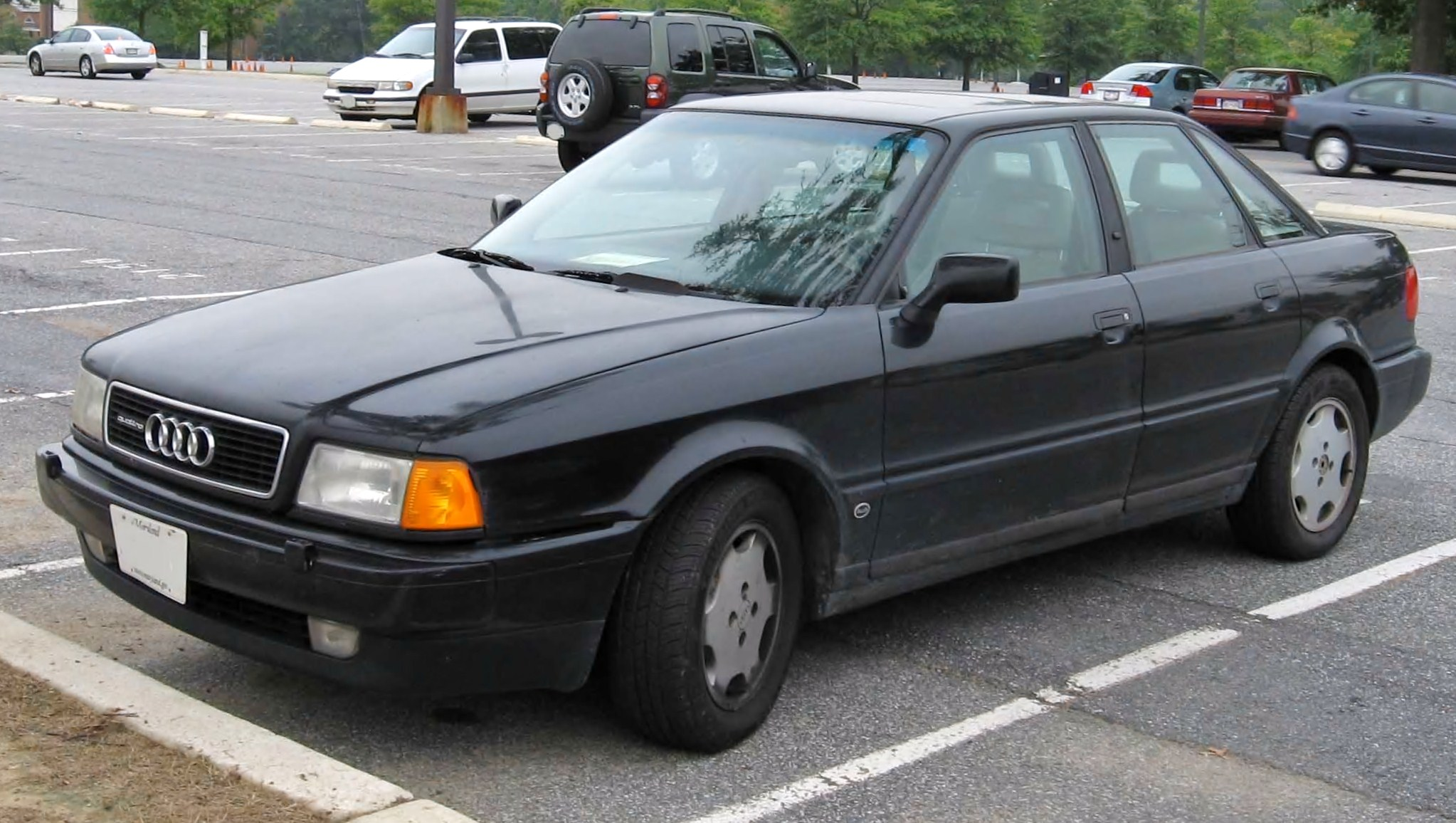
Un'Audi 90 B4, ossia un'Audi 80 B4 per i mercati nordamericani

L'unica Audi 90 prodotta su base B4 fu quella destinata ai mercati nordamericani. Si trattava in pratica di un'Audi 80 B4 dotata di paraurti più sporgenti e dispositivi di illuminazione conformi alle normative di sicurezza vigenti all'epoca negli Stati Uniti e in Canada. Le Audi 90 B4 dovevano infatti essere sottoposte a crash-test specifici per essere omologate agli standard nordamericani. Le plastiche degli indicatori di direzione erano arancioni anziché bianchi, sempre per soddisfare le normative locali. Le due motorizzazioni previste per le Audi 90 B4 furono i V6 proposti anche nei listini europei, quelli da 2,6 e 2,8 litri. La dotazione di serie per entrambe le motorizzazioni era più ricca rispetto a quella delle versioni europee e comprendeva fra l'altro: cambio automatico, vetri elettrici, climatizzatore, computer di bordo, sedili riscaldabili e rivestiti in pelle e doppio airbag. Gli airbag per le Audi 90 B4 erano fra l'altro di maggiori dimensioni rispetto a quelli montati nelle contemporanee Audi 80 destinate in Europa. L'Audi 90 B4 non venne mai commercializzata come station wagon, ma inizialmente come berlina e, solo in un secondo momento, in versione scoperta, con carrozzeria mutuata dall'Audi Cabriolet.

## Tabella riepilogativa
Di seguito vengono riepilogate le caratteristiche relative ai vari modelli costituenti la gamma dell'Audi 80 B4. I prezzi riportati sono in marchi tedeschi (DM) e si riferiscono al livello di allestimento meno caro e al momento del debutto nel mercato tedesco (eccetto le versioni mai destinate al mercato tedesco):
| Audi 80 B4 (1991-95) |                |             |            |                                                                                   |                |               |           |                   |                       |                    |              |                     |                    |                    |                    |                       |
| Modello | Carrozzeria    | Motore      | Cilindrata | Alimentazione                                                                     | Potenza CV/rpm | Coppia Nm/rpm | Trazione  | Cambio (n° marce) | Freni (ant./post.)    | Massa a vuoto (kg) | Velocità max | Acceler. 0–100 km/h | Consumo (l/100 km) | Anni di produzione | Esemplari prodotti | Prezzo all'epoca (DM) |
| Versioni a benzina |                |             |            |                                                                                   |                |               |           |                   |                       |                    |              |                     |                    |                    |                    |                       |
| 1.61 | Berlina        | EA827 (ABM) | 1595       | Iniezione elettronica indiretta Bosch Motronic                                    | 71/5400        | 120/3000      | Anteriore | Manuale 5 marce   | Dischi/ Tamburi       | -                  | 162          | 15"4                | -                  | 01/1992-08/19941   | 43.303             | -                     |
| 1.6 E | Berlina2       | EA827 (ADA) | 1595       | Iniezione elettronica indiretta Bosch Motronic                                    | 101/6000       | 130/3200      | Anteriore | Manuale 5 marce   | Dischi/ Tamburi       | 1.230              | 182          | 13"4                | 8,7                | 06/1993-08/19942   | 43.303             | - 2                   |
| 1.6 E | Station wagon3 | EA827 (ADA) | 1595       | Iniezione elettronica indiretta Bosch Motronic                                    | 101/6000       | 130/3200      | Anteriore | Manuale 5 marce   | Dischi/ Tamburi       | 1.270              | 178          | -                   | 8,8                | 06/1993-12/1995    | 43.303             | - 3                   |
| 2.0i | Berlina        | EA827 (ABT) | 1984       | Iniezione elettronica indiretta Bosch Motronic                                    | 90/5400        | 148/3000      | Anteriore | Manuale 5 marce   | Dischi/ Dischi        | 1.190              | 177          | 13"6                | 8,7                | 09/1991-08/1994    | 456.861            | 31.700                |
| 2.0i | Station wagon  | EA827 (ABT) | 1984       | Iniezione elettronica indiretta Bosch Motronic                                    | 90/5400        | 148/3000      | Anteriore | Manuale 5 marce   | Dischi/ Dischi        | 1.230              | 172          | 14"1                | 8,9                | 10/1992-12/1995    | 456.861            | 36.100                |
| 2.0 E | Berlina        | EA827 (ABK) | 1984       | Iniezione elettronica indiretta Bosch Motronic                                    | 115/5400       | 166/3200      | Anteriore | Manuale 5 marce   | Dischi autov./ Dischi | 1.230              | 190          | 11"8                | 8,6                | 09/1991-08/1994    | 456.861            | 34.300                |
| 2.0 E | Station wagon  | EA827 (ABK) | 1984       | Iniezione elettronica indiretta Bosch Motronic                                    | 115/5400       | 166/3200      | Anteriore | Manuale 5 marce   | Dischi autov./ Dischi | 1.270              | 186          | 12"2                | 8,5                | 10/1992-12/1995    | 456.861            | 38.800                |
| 2.0 E quattro | Berlina        | EA827 (ABK) | 1984       | Iniezione elettronica indiretta Bosch Motronic                                    | 115/5400       | 166/3200      | Integrale | Manuale 5 marce   | Dischi autov./ Dischi | 1.330              | 190          | 11"9                | 8,9                | 09/1991-08/1994    | 456.861            | 40.885                |
| 2.0 16v | Berlina4       | EA827 (ACE) | 1984       | Iniezione elettronica indiretta Bosch KE-Motronic                                 | 140/5900       | 185/4500      | Anteriore | Manuale 5 marce   | Dischi autov./ Dischi | 1.270              | 201          | 9"6                 | 9                  | 08/1992-08/19944   | 456.861            | - 4                   |
| 2.0 16v | Station wagon5 | EA827 (ACE) | 1984       | Iniezione elettronica indiretta Bosch KE-Motronic                                 | 140/5900       | 185/4500      | Anteriore | Manuale 5 marce   | Dischi autov./ Dischi | 1.310              | 197          | 9"8                 | 9,2                | 10/1992-12/1995    | 456.861            | - 5                   |
| 2.0 16v quattro | Berlina6       | EA827 (ACE) | 1984       | Iniezione elettronica indiretta Bosch KE-Motronic                                 | 140/5900       | 185/4500      | Integrale | Manuale 5 marce   | Dischi autov./ Dischi | 1.370              | 201          | -                   | 9                  | 08/1992-08/1994    | 456.861            | - 6                   |
| 2.0 16v quattro | Station wagon7 | EA827 (ACE) | 1984       | Iniezione elettronica indiretta Bosch KE-Motronic                                 | 140/5900       | 185/4500      | Integrale | Manuale 5 marce   | Dischi autov./ Dischi | 1.410              | 196          | 9"8                 | 9,6                | 10/1992-12/1995    | 456.861            | - 7                   |
| 2.3 E8 | Berlina        | EA828 (NG)  | 2309       | Iniezione elettronica indiretta Bosch KE-Motronic                                 | 133/5500       | 186/4000      | Anteriore | Manuale 5 marce   | Dischi autov./ Dischi | 1.270              | 200          | 9"8                 | 8,9                | 09/1991-08/1994    | 37.822             | 38.400                |
| 2.3 E8 | Station wagon  | EA828 (NG)  | 2309       | Iniezione elettronica indiretta Bosch KE-Motronic                                 | 133/5500       | 186/4000      | Anteriore | Manuale 5 marce   | Dischi autov./ Dischi | 1.310              | 197          | 11"2                | 9,6                | 10/1992-11/1994    | 37.822             | 43.100                |
| 2.3 E quattro | Berlina        | EA828 (NG)  | 2309       | Iniezione elettronica indiretta Bosch KE-Motronic                                 | 133/5500       | 186/4000      | Integrale | Manuale 5 marce   | Dischi autov./ Dischi | 1.360              | 200          | 9"8                 | 9,5                | 09/1991-08/1994    | 37.822             | 44.985                |
| 2.3 E quattro | Station wagon  | EA828 (NG)  | 2309       | Iniezione elettronica indiretta Bosch KE-Motronic                                 | 133/5500       | 186/4000      | Integrale | Manuale 5 marce   | Dischi autov./ Dischi | 1.400              | 197          | 11"2                | 9,8                | 10/1992-11/1994    | 37.822             | 49.850                |
| 2.6 E V6 | Berlina        | ABC         | 2598       | Iniezione elettronica                                                             | 150/5750       | 225/3500      | Anteriore | Manuale 5 marce   | Dischi autov./ Dischi | 1.330              | 212          | 9"3                 | 9,2                | 07/1992-08/1994    | 33.075             | 43.600                |
| 2.6 E V6 | Station wagon  | ABC         | 2598       | Iniezione elettronica                                                             | 150/5750       | 225/3500      | Anteriore | Manuale 5 marce   | Dischi autov./ Dischi | 1.370              | 207          | 10"9                | 9,9                | 10/1992-12/1995    | 33.075             | 47.100                |
| 2.6 E V6 quattro | Berlina        | ABC         | 2598       | Iniezione elettronica                                                             | 150/5750       | 225/3500      | Integrale | Manuale 5 marce   | Dischi autov./ Dischi | 1.380              | 210          | 9"6                 | 9,9                | 07/1992-08/1994    | 33.075             | 48.550                |
| 2.6 E V6 quattro | Station wagon  | ABC         | 2598       | Iniezione elettronica                                                             | 150/5750       | 225/3500      | Integrale | Manuale 5 marce   | Dischi autov./ Dischi | 1.420              | 210          | 9"7                 | 10,4               | 10/1992-12/1995    | 33.075             | 52.050                |
| 2.8 E V6 | Berlina        | AAH         | 2771       | Iniezione elettronica                                                             | 174/5500       | 245/3000      | Anteriore | Manuale 5 marce   | Dischi autov./ Dischi | 1.330              | 220          | 8"                  | 9,2                | 09/1991-08/1994    | 30.771             | 47.850                |
| 2.8 E V6 | Station wagon  | AAH         | 2771       | Iniezione elettronica                                                             | 174/5500       | 245/3000      | Anteriore | Manuale 5 marce   | Dischi autov./ Dischi | 1.370              | 218          | 9"2                 | 10                 | 10/1992-12/1995    | 30.771             | 55.900                |
| 2.8 E V6 quattro | Berlina        | AAH         | 2771       | Iniezione elettronica                                                             | 174/5500       | 245/3000      | Integrale | Manuale 5 marce   | Dischi autov./ Dischi | 1.380              | 220          | 8"                  | 10,4               | 09/1991-08/1994    | 30.771             | 52.635                |
| 2.8 E V6 quattro | Station wagon  | AAH         | 2771       | Iniezione elettronica                                                             | 174/5500       | 245/3000      | Integrale | Manuale 5 marce   | Dischi autov./ Dischi | 1.420              | 220          | 9"7                 | 10,4               | 10/1992-12/1995    | 30.771             | 61.050                |
| S2 quattro | Berlina        | EA828 (ABY) | 2226       | Iniezione elettronica indiretta Bosch Motronic, turbocompressore KKK, intercooler | 230/5900       | 380/2100      | Integrale | Manuale 6 marce   | Dischi autov./ Dischi | 1.520              | 246          | 6"                  | 10,1               | 07/1993-08/1994    | 2.118              | 76.650                |
| S2 quattro | Station wagon  | EA828 (ABY) | 2226       | Iniezione elettronica indiretta Bosch Motronic, turbocompressore KKK, intercooler | 230/5900       | 380/2100      | Integrale | Manuale 6 marce   | Dischi autov./ Dischi | 1.560              | 246          | 6"                  | 10,1               | 02/1993-12/1995    | 2.118              | 79.150                |
| RS2 quattro | Station wagon  | EA828 (ABU) | 2226       | Iniezione elettronica indiretta Bosch Motronic, turbocompressore KKK, intercooler | 315/6500       | 400/2800      | Integrale | Manuale 6 marce   | Dischi autov./ Dischi | 1.595              | 262          | 5"8                 | 10,4               | 03/1994-05/1995    | 2.900              | 98.900                |
| Versioni diesel |                |             |            |                                                                                   |                |               |           |                   |                       |                    |              |                     |                    |                    |                    |                       |
| 1.9 TD | Berlina        | EA827 (AAZ) | 1896       | Turbodiesel, iniezione indiretta con pompa di iniezione Bosch                     | 75/4400        | 140/2200      | Anteriore | Manuale 5 marce   | Dischi/ tamburi       | 1.270              | 162          | 17"5                | 6,2                | 12/1991-08/1994    | 39.180             | 32.600                |
| 1.9 TDI | Berlina        | EA827 (1Z)  | 1896       | Turbodiesel, iniezione diretta con pompa di iniezione Bosch e intercooler         | 90/4000        | 182/2300      | Anteriore | Manuale 5 marce   | Dischi autov./ dischi | 1.270              | 174          | 14"1                | 5,1                | 01/1992-08/1994    | 182.777            | 35.450                |
| 1.9 TDI | Station wagon  | EA827 (1Z)  | 1896       | Turbodiesel, iniezione diretta con pompa di iniezione Bosch e intercooler         | 90/4000        | 182/2300      | Anteriore | Manuale 5 marce   | Dischi autov./ dischi | 1.310              | 174          | 14"1                | 5,1                | 10/1992-07/1995    | 182.777            | 40.350                |
| Note: 1Solo per alcuni mercati esteri 2Previsto solo per alcuni mercati esteri fra cui l'Italia, dove il prezzo al debutto era di 27.534.000 lire 3Previsto solo per alcuni mercati esteri fra cui l'Italia, dove il prezzo al debutto era di 29.998.000 lire 4Previsto nel mercato tedesco solo dal marzo 1994, ma inizialmente solo in alcuni mercati esteri, fra cui l'Italia, dove il prezzo al debutto era di 36.822.000 lire 5Previsto nel mercato tedesco solo dal settembre 1994, ma inizialmente solo in alcuni mercati esteri, fra cui l'Italia, dove il prezzo al debutto era di 40.987.000 lire 6Previsto nel mercato tedesco solo dal marzo 1994, ma inizialmente solo in alcuni mercati esteri, fra cui l'Italia, dove il prezzo al debutto era di 41.838.000 lire 7Previsto nel mercato tedesco solo dal settembre 1994, ma inizialmente solo in alcuni mercati esteri, fra cui l'Italia, dove il prezzo al debutto era di 46.003.000 lire 8Non prevista per il mercato italiano |                |             |            |                                                                                   |                |               |           |                   |                       |                    |              |                     |                    |                    |                    |                       |